# Devon Aoki
Devon Edwenna Aoki, ameriški model azijskega rodu, * 10. avgust 1982, New York.
Poleg Heidi Klum, Naomi Campbell, Gisele Bundchen, Adriane Limo in Tyre Banks velja za eno najbolj obetavnih supermodelov. Igrala je v nekaj filmih, med drugimi v 2 Fast 2 Furious (Prehitri in predrzni).